# Out Run 2
 OutRun 2 es un videojuego de carreras publicado por Sega en 2003. Aunque esta es la primera secuela oficial de Out Run, supone el quinto título en la serie. También se adaptó para PlayStation 2 y Nintendo GameCube pero estas versiones nunca vieron la luz de manera oficial. El juego iba a ser inicialmente lanzado para Dreamcast pero, al verse afectada la producción de esta, el proyecto pasó a ser desarrollado y estrenado finalmente en Xbox, repitiendo más tarde en la consola de Microsoft y adaptada tanto en PlayStation 2, como PSP y PC en una nueva versión: OutRun 2006 Coast 2 Coast.

## Modo de juego
Out Run 2 se mantiene fiel al formato de carrera establecidos por el original de 1986, en el cual el jugador conduce un coche deportivo Ferrari con una joven en el asiento del pasajero a través de 5 etapas, y una de 15 en la versión SP. Como antes, el jugador puede elegir su curso y la banda sonora. OutRun 2 toma este concepto básico y lo amplía. Así como el Testarossa de la original, hay otros siete Ferraris jugables, gracias a una licencia oficial de Ferrari.
Cada coche tiene unas características diferentes de manejo, pero los ocho vehículos se clasifican en cuatro grupos basados en la dificultad (principiante, experto), un grupo intermedio bajo de los coches con un mejor manejo y mayor velocidad máxima, y un grupo intermedio superior de los vehículos con una mejor aceleración. OutRun 2 no es un juego de carreras basado en el realismo y la física. Esto se demuestra por la "deriva" que el juego promueve fuertemente que permite al jugador a un mejor control de su vehículo en las curvas y en medio de los coches, mientras que su novia da chillidos de alegría a medida que llena su medidor de corazones. El modo de manejo se lleva a cabo de manera diferente entre automático y control manual, añadiendo desafío extra.
La banda sonora también se ha ampliado. Las tres pistas originales están presentes, dictada en general, los instrumentos musicales son más realistas que las versiones anteriores. Además de las tres originales, más cuatro pistas disponibles, con estilos que van desde el rock instrumental, y la balada. La música del Out Run original de 1986 también es desbloqueable.
Por último, el juego recibió una revisión gráfica completa con gráficos en 3D y entornos totalmente renderizadas. Se le ha dado también un sistema de conexión de red, permitiendo carreras multijugador.
OutRun 2  ofrece tres modos para un jugador del juego: modo Outrun, el modo de ataque al corazón, y el modo Time Attack.
Modo Outrun es básicamente, con las reglas del juego OutRun original a través de las 5 o 15 etapas. Al igual que antes, hay un plazo que se extiende cuando el jugador pasa a los puntos de control.
Modo de Ataque al Corazón es el modo Outrun con un giro. Así como de conducir el trayecto abierto para el límite de tiempo, el pasajero con frecuencia le pedirá ciertos trucos y acciones. Estas peticiones, realizadas a través de las secciones marcadas del curso, puede incluir los autos que pasan en las curvas, pasando por los carriles marcados, derribando los conos, y simplemente no chocar con nada durante tanto tiempo como sea posible. Si se logra hacer, el jugador recibirá los corazones y, al final de la sección de solicitud, serán calificados en su desempeño.El rendimiento del jugador es también clasificado al final de la etapa. Estrellándose en el escenario en cualquier momento dará como resultado que el jugador pierda corazones. Si el jugador llega al final con buen ranking, aparecerà un final más romántico en la pantalla.
Modo Time Attack  tiene que competir la carrera con un jugador de coche "fantasma" en un curso de preseleccionados para el límite de tiempo. chequeos de tiempo se presentan al jugador en diversos puntos de cada etapa.

### Coches
- Modo novato (Aceleración - 8 Manejo - 8; Velocidad máxima  - 6)
  - Dino 246 GTS
  - 365 GTS / 4 Daytona
- Clase Intermedia (Aceleración - 6 Manejo - 8; Velocidad máxima  - 8)
  - F50
  - 360 Spider
- Clase Intermedia (Aceleración - 10; Manejo - 6; Velocidad máxima  - 6)
  - Testarossa
  - 288 GTO
  - F355 Spider (sólo en la versión Xbox)
  - 328 GTS (Xbox única versión)
- Modo Profesional (Aceleración - 6; Manejo - 5; Velocidad máxima - 11)
  - F40
  - Enzo Ferrari
  - 250 GTO (versión de Xbox solamente)
  - 512 BB (sólo versión para Xbox)

### Rutas
Al igual que el original, los tramos se organizan en forma de triángulo con ramificaciones. Todos están basados en temas europeos y mediterráneos.
| Número de pista | Número de pista | Número de pista   | Número de pista    | Número de pista | Nombre de meta |
| 1               | 2               | 3                 | 4                  | 5               | Nombre de meta |
| --------------- | --------------- | ----------------- | ------------------ | --------------- | -------------- |
|                 |                 |                   |                    | Tulip Garden    | A              |
|                 |                 |                   | Cloudy Highland    |                 |                |
|                 |                 | Castle Wall       |                    | Metropolis      | B              |
|                 | Deep Lake       |                   | Industrial Complex |                 |                |
| Palm Beach      |                 | Coniferous Forest |                    | Ancient Ruins   | C              |
|                 | Alpine          |                   | Snowy Mountain     |                 |                |
|                 |                 | Desert            |                    | Imperial Avenue | D              |
|                 |                 |                   | Ghost Forest       |                 |                |
|                 |                 |                   |                    | Cape Way        | E              |

## Desarrollo
Para desarrollar el juego en Xbox, y en sistemas Microsoft Windows, tuvieron que adaptar algunos detalles, ya que Sega-AM2 había desarrollado el juego originalmente en sistemas Unix[cita requerida]
Lista de canciones
- Splash Wave
- Magical Sound Shower
- Passing Breeze
- Risky Ride
- Shiny World
- Night Flight
- Life Was a Bore

## Versiones

### OutRun 2 SP
En 2004, Sega lanzó una actualización de OutRun 2, titulado OutRun 2 SP (OutRun 2 Special Tours) y tuvo que escribir para un sistema basado en Xbox, el cual significaba que tenían que adaptarse a Microsoft Windows, para ser usado en el sistema SEGA CHIHIRO.
La actualización agregó 15 rutas totalmente nuevas que se basan principalmente en torno a un nuevo mundo, las pistas de música características de OutRun 2 de música (2003) y original son pistas tomadas de Out Run (1986) y Turbo Outrun (1989).
OutRun 2 SP trae nuevas rutas, las canciones y los elementos del juego aparecen ahora (junto con los originales y nuevos contenidos) en la versión casera OutRun 2006: Coast 2 Coast.

#### Nuevos tramos
| Número de pista | Número de pista | Número de pista | Número de pista | Número de pista | Nombre de meta |
| 1               | 2               | 3               | 4               | 5               | Nombre de meta |
| --------------- | --------------- | --------------- | --------------- | --------------- | -------------- |
|                 |                 |                 |                 | Giant Statues   | A              |
|                 |                 |                 | Lost City       |                 |                |
|                 |                 | Waterfall       |                 | Legend          | B              |
|                 | Bay Area        |                 | Casino Town     |                 |                |
| Sunny Beach     |                 | Big Forest      |                 | Floral Village  | C              |
|                 | National Park   |                 | Ice Scape       |                 |                |
|                 |                 | Canyon          |                 | Milky Way       | D              |
|                 |                 |                 | Jungle          |                 |                |
|                 |                 |                 |                 | Skyscrapers     | E              |

### OutRun 2 SP DX / SDX
Una actualización titulado OutRun 2 SP SDX se presentó en una empresa privada Sega show el 7 de julio de 2006. Esta versión actualizada de OutRun 2 no se ejecuta en el Sega Chihiro, si no en la Sega Lindbergh.
Esta iteración se muestra con una resolución de 800 * 480 en lugar de las versiones anteriores 640 * 480 y funciones de juego cooperativo que involucran tanto a jugadores sentados uno junto al otro en la réplica de Ferrari, turnándose para conducir el mismo coche con su propio conjunto de controles.
La cabina de 2 jugadores es llamada DX (Deluxe), y la cabina de 4 jugadores es llamada SDX (Super Deluxe), la cual trae cámaras integradas para intercomunicarse entre los jugadores.

### Versión para Xbox
En el año 2004, OutRun 2 fue portado a la Xbox. La tarea de codificación compartida por Sega-AM2 y el Reino Unido basado en los desarrolladores de Sumo Digital, que fueron capaces de condensar el juego de la plataforma de 512 MB a 64 MB.
Tuvieron éxito en hacer esto, con un lanzamiento en Europa el 1 de octubre de 2004, seguido por la versión de EE. UU. el 25 de octubre de 2004.
La conversión conserva el aspecto y la sensación del arcade original, pero con la adición de una opción para patalla anamórfica widescreen480p y ajustes para que sea más adecuado para jugar en casa.
El juego de arcade fue importado a ofrecer un tipo de juego para el puerto, llamado simplemente "OutRun Arcade".
Esto se une a dos tipos de juego otros: Desafío de OutRun, que incluye 101 "misiones" distribuidas en las 15 etapas, yOutRun Xbox Live.
Las pistas de Scud Race y Daytona USA 2 se puede desbloquear como un bono. Además, parte del contenido del juego de arcade es encerrado junto con el contenido nuevo y exclusivo, como los coches adicionales, pistas adicionales de música, e incluso el original Outrun en sí. Este contenido se desbloquea cuando que el jugador complete las misiones de desafío OutRun.
Algunos pequeños cambios se hicieron para la versión arcade, como el modelo 3D de la nueva Spider Testarossa fue sustituida por una medida Testarossa de 1984.La versión japonesa del juego se modificó un poco más lejos, la fijación de algunos problemas y la alteración de las etapas de bonificación. Otra diferencia es el personaje de Holly, que usa un traje diferente y el personaje de Clarissa lleva el traje original de la versión arcade japonés (básicamente el mismo, salvo que es más revelador que el vestuario utilizado para las versiones occidentales). Al 12 de junio de 2007, este juego ha sido añadido en la Xbox 360.